# 西足利駅
西足利駅（にしあしかがえき）は、栃木県足利市栄町にあった日本国有鉄道両毛線の駅（廃駅）である。

## 歴史
- 1954年（昭和29年）10月20日：開業[1]。
- 1968年（昭和43年）10月1日：休止[1]。
- 1987年（昭和62年）4月1日：廃止[1]。

## 駅構造
単式ホーム1面1線の地上駅。

## 駅周辺
- 織姫神社
- 織姫公園
- 八雲神社
- 足利公園
- 渡良瀬川

## 隣の駅
日本国有鉄道
両毛線
足利駅 - 西足利駅 - 三重駅